# Emmaus (Organisation)

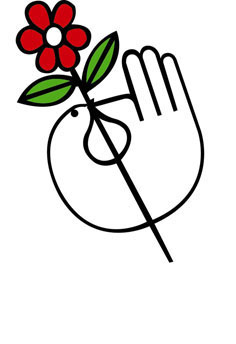
Logo von Emmaus

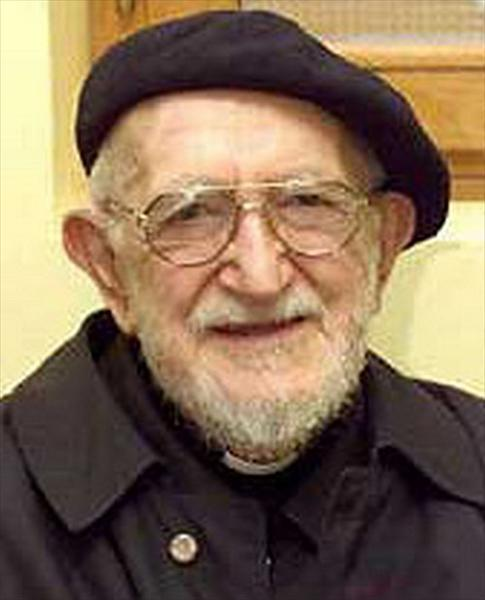
Abbé Pierre (2005)

Emmaus (französisch Emmaüs) ist eine Bewegung zur Bekämpfung von Obdachlosigkeit und Armut. Sie wurde 1949 von Abbé Pierre in Frankreich ins Leben gerufen und ist seit 1969 weltweit in der Dachorganisation Emmaus International organisiert. Dieser nichtstaatlichen Organisation gehören heute 327 Gruppen und Gemeinschaften in 39 Ländern auf vier Kontinenten an. In Frankreich verwaltete die Bewegung beispielsweise im Jahr 2007 ca. 9.000 Sozialwohnungen und beruht dort auf der Zusammenarbeit von nahezu 15.000 Menschen.

## Allgemeines
1947 gab Abbé Pierre einem Jugendheim den von ihm aus der Bibel (Lukas 24,13) entlehnten Namen Emmaus.
Ziel der Emmaus-Bewegung ist Armutsbekämpfung, sie setzt auf Hilfe zur Selbsthilfe. Im Mittelpunkt stehen Menschen, die wohnungslos, stellungslos und ohne Hoffnung sind. Jede Emmaus-Gruppe arbeitet eigenständig und dezentral.
Von Emmaus International anerkannte Gruppen müssen finanziell autonom handeln und erhalten sich durch Spenden und den Verkauf von Produkten sowie Dienstleistungen, die von den Gästen in eigenen „Betrieben“ hergestellt bzw. unter Anleitung von Mitarbeitern durchgeführt werden. Grundsätzlicher Verzicht auf staatliche Fördergelder ist Pflicht, damit die Vereine weitgehend unabhängig arbeiten können, anstatt sich Regeln der öffentlichen Hand beugen zu müssen.
Durch die Arbeit in den Betrieben der Organisationen lernen die Gäste – zumeist handwerkliche – Fähigkeiten, um die spätere Eingliederung in den Arbeitsmarkt und somit in ein normgerechtes, bürgerliches Leben zu erleichtern. Positiver Nebeneffekt dieser – je nach Einrichtung verpflichtenden – Tätigkeiten ist ein geregelter Tagesablauf und das Vorhandensein einer Aufgabe, wodurch die sozialen Kompetenzen der Gäste gefördert und dem Gefühl der Sinnlosigkeit vorgebeugt wird.
Alle Emmausgemeinschaften haben das Ziel, den betreuten Personen eine Arbeitsstelle und eine Wohnung zu vermitteln, damit sie sicher und von einem verhältnismäßig stetigen regelmäßigen Einkommen leben können.

## Vorgehensweise

### Schwellen
Je nach Gemeinschaft bzw. Gruppe werden verschiedene Schwellen angeboten, damit sich die Gäste schrittweise und allmählich in die Struktur von Emmaus einleben können und sich schließlich der Gesellschaft stärker anpassen.
Damit die zu betreuenden Personen nicht plötzlich mit Regeln, Verpflichtungen und Aufgaben überfordert werden, die sie teilweise wegen langjährig anderer Übung nicht bewältigen können, unterteilt sich der Anpassungsvorgang in zumeist 3 Stufen (Schwelligkeiten):

#### Niederschwelligkeit
Niederschwellige Einrichtungen verlangen von den Gästen kaum Anpassung und bieten eine Notversorgung durch zeitlich begrenzte, jedoch nicht zugesicherte Schlaf- und Aufenthaltsmöglichkeiten sowie durch Nahrung und Kleidung. Um diese Angebote nutzen zu können, darf man in der Einrichtung keine illegalen Drogen nehmen, auch keinen Alkohol trinken, außerdem darf man in der Einrichtung nicht gewalttätig werden, d. h. man muss sich danach richten, dass die Einrichtung als gewaltfreie Zone gilt.

#### Mittelschwelligkeit
Mittelschwellige Einrichtungen garantieren einen Schlafplatz, versorgen mit Nahrung und Kleidung und bieten Betreuung durch Sozialarbeiter. Auflage zur Nutzung mittelschwelliger Angebote ist, dass Termine eingehalten und Arbeiten in der Einrichtung, wie Küchenarbeiten, Putzen und Instandhaltung, vereinbarungsgemäß erledigt werden. Anders als in der Niederschwelligkeit ist hier auch der Konsum von Alkohol und illegalen Drogen außerhalb der Einrichtung verboten und wird nach mehrmaliger Missachtung durch eine Rückstufung in das niederschwellige Angebot geahndet.

#### Höherschwelligkeit
Höherschwellige Einrichtungen bieten neben der Grundversorgung und zugesicherten Schlaf- und Aufenthaltsplätzen außerdem noch einen Arbeitsplatz in einem (wenn vorhanden einrichtungsinternen) Betrieb. Ein Teil des Lohnes wird von der Einrichtung für den Gast angespart und ihm erst ausbezahlt, wenn er die Einrichtung verlässt, den Rest des Lohnes erhält der Gast als frei verwendbar. Höherschwellige Einrichtungen befassen sich besonders mit der Vermittlung der Gäste in die freie Wirtschaft durch von den Sozialarbeitern begleitete Praktika in der Privatwirtschaft. Je nach finanzieller und persönlicher Situation des Gastes wohnt er während der höherschwelligen Betreuung bereits in einer eigenen oder durch den Verein gestützten Unterkunft. Zusätzlich zu den Auflagen für mittelschwellige Angebote müssen Arbeitszeiten eingehalten und die finanzielle Situation (durch Schuldnerberatung u. dgl.) selbst geregelt werden; zudem muss man sich von selbst regelmäßig um Arbeit bewerben. Werden illegale Drogen genommen, wird Alkohol getrunken oder ist der Betreute hochgradig gewaltbereit, kann er bis in die Niederschwelligkeit zurückgestuft werden.

## Internationale Repräsentation

### Österreich
Diese Bewegung wird in Österreich durch Emmaus-Gruppen in Lilienfeld und Innsbruck vertreten. Des Weiteren befindet sich in Niederösterreich mit der Emmausgemeinschaft St. Pölten ein assoziierter Verein zur Integration sozial benachteiligter Personen, Emmaus International erkennt diesen Verein wegen des Bezugs staatlicher Subventionen nicht an.

### Deutschland
In Deutschland gibt es Emmaus-Gemeinschaften in Köln, Krefeld, Korschenbroich und Sonsbeck. Emmaus Stuttgart ist zwar noch reguläres Mitglied, aber seit 2000 als Wohn- und Arbeitsprojekt inaktiv (im Januar 2010 eine normale Wohngemeinschaft aus drei Personen).

### Schweiz

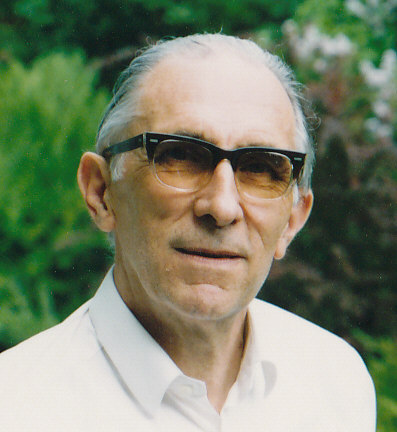
Marcel Farine

In der Schweiz existieren elf Emmaus-Institutionen, nämlich 7 Emmaus-Gemeinschaften (sog. "communautés") und 4 weitere Gruppen (sog. "amis d'Emmaüs" – "Freunde von Emmaus"). Alle diese elf autonomen Institutionen sind in der „Schweizerischen Emmaus-Vereinigung“ (Dachorganisation) zusammengeschlossen. Die sieben Emmaus-Gemeinschaften in Carouge (GE), Freiburg im Üechtland (FR), Etagnières (VD), La Chaux-de-Fonds (NE), Sion (VS), Rivera (TI) und Bümpliz (BE) betreiben zur Finanzierung ihrer sozialen Hilfeleistungen Brockenhäuser und gewähren randständigen Menschen Obdach und Arbeit. Die vier anderen Emmaus-Gruppen befinden sich in Bern (die aus der Leprahilfe Emmaus Schweiz hervorgegangene Stiftung FAIRMED, die Kinderhilfe Emmaus), in Dübendorf (Emmaus Zürich) und in Boncourt („Emmaus Jura“). Diese Gruppen erbringen humanitäre Hilfeleistungen im Inland und Ausland durch die Führung eigener oder durch Finanzierung fremder Entwicklungshilfeprojekte. Einige dieser Gruppen führen zur Mittelbeschaffung für ihre humanitäre Tätigkeit ebenfalls Brockenhäuser. Die ersten Emmaus-Institutionen in der Schweiz wurden 1956 gegründet. Anlass dazu gaben die von Abbé Pierre in Genf und Bern gehaltenen Vorträge, in denen er zur Solidarität mit notleidenden Menschen aufrief. Die „Schweizerische Emmaus-Vereinigung“ ist Gründungsmitglied von EMMAUS-International. Die Gründungsversammlung von Emmaus-International mit Sitz in Alfortville bei Paris fand am 24.–26. Mai 1969 in Anwesenheit von Abbé Pierre († 2007) im Nationalratssaal des Bundeshauses in Bern statt. Die Schweizerische Emmaus-Vereinigung stellte mit ihrem damaligen Präsidenten Marcel Farine den ersten Präsidenten von EMMAUS-International.

## Emmaus und die Dritte Welt
Seit Beginn der 1970er-Jahre haben eine Reihe von Emmausgruppen in Schweden, Italien, Deutschland und Lateinamerika den Grundsatz Hilfe zur Selbsthilfe zu einer aktiven Hilfe für ärmere Länder in der Dritten Welt erweitert.
Der ausdrücklich überkonfessionelle Ansatz Abbé Pierres wurde dabei immer weiter politisiert. So unterstützt z. B. die größte schwedische Emmausgruppe in Björkå bis heute vorwiegend marxistisch orientierte Befreiungsbewegungen in den ehemaligen afrikanischen Kolonien. Emmaus Köln überwies solidarisch einen Großteil seiner Einnahmen an Emmaus Chile, nachdem 1973 Salvador Allende durch General Pinochet gestürzt worden war. Emmaus International erkennt diese nicht-religiösen Gruppen nicht nur weiterhin an, sondern veranstaltet selbst internationale Treffen (z. B. 2003 in Burkina Faso), deren Thematik sich inzwischen vor allem um Menschenrechte, Globalisierungsfolgen, Migranten sowie grundlegende Wirtschaftsprobleme dreht.